# Sindicalisme horitzontal
El sindicalisme horitzontal és un tipus de sindicalisme segons la seva finalitat bàsica, i que es pot contraposar al sindicalisme vertical en què l'horitzontal vetlla pels interessos de la professió o ofici mentre que la vertical ho fa amb els treballadors d'un sector o branca industrial. Així, en un sindicat horitzontal els obrers i empresaris defensen els seus drets per separat, mentre que els sindicats verticals són mixtos, inclouen totes les professions d'un servei o ram de la producció, ordenades jeràrquicament, i estan dirigits per l'Estat. A Espanya, per exemple, durant el franquisme l'únic sindicat legal era de tipus vertical, cosa per la qual era conegut com a el Sindicat Vertical.